# La Avanzada
La Avanzada är en ort i Mexiko.   Den ligger i kommunen Ixcatepec och delstaten Veracruz, i den sydöstra delen av landet, 230 km nordost om huvudstaden Mexico City. La Avanzada ligger 256 meter över havet och antalet invånare är 165.
Terrängen runt La Avanzada är huvudsakligen platt, men österut är den kuperad. Runt La Avanzada är det ganska tätbefolkat, med 80 invånare per kvadratkilometer. Närmaste större samhälle är Ixcatepec, 4,8 km norr om La Avanzada. Trakten runt La Avanzada består till största delen av jordbruksmark.